# ماثيو سانتوس
ماثيو سانتوس (بالإنجليزية: Matthew Santos)‏ هو عازف قيثارة وموسيقي ومغني أمريكي، ولد في 28 ديسمبر 1982 في منيابولس في الولايات المتحدة.

## وصلات خارجية
- ماثيو سانتوس على موقع IMDb (الإنجليزية)
- ماثيو سانتوس على موقع ميوزك برينز (الإنجليزية)
- ماثيو سانتوس على موقع أول ميوزيك (الإنجليزية)
- ماثيو سانتوس على موقع ديسكوغز (الإنجليزية)